# 10820 Offenbach
10820 Offenbach è un asteroide della fascia principale. Scoperto nel 1993, presenta un'orbita caratterizzata da un semiasse maggiore pari a 2,3796617 UA e da un'eccentricità di 0,1989096, inclinata di 6,29552° rispetto all'eclittica.